# Далекосхідна гречка сахалінська
Далекосхідна гречка сахалінська, гірчак сахалінський, сахалінська гречка (Reynoutria sachalinensis (F.Schmidt) Nakai, синонім — Fallopia sachalinensis (F.Schmidt) Ronse Decr., Polygonum sachalinensis F.Schmidt) — трав'яниста рослина з роду Reynoutria, родини гречкових. Уродженець Східної Азії, натуралізований в Америці, ПАР, Новій Зеландії, Європі (у тому числі — Україні).

## Морфологія

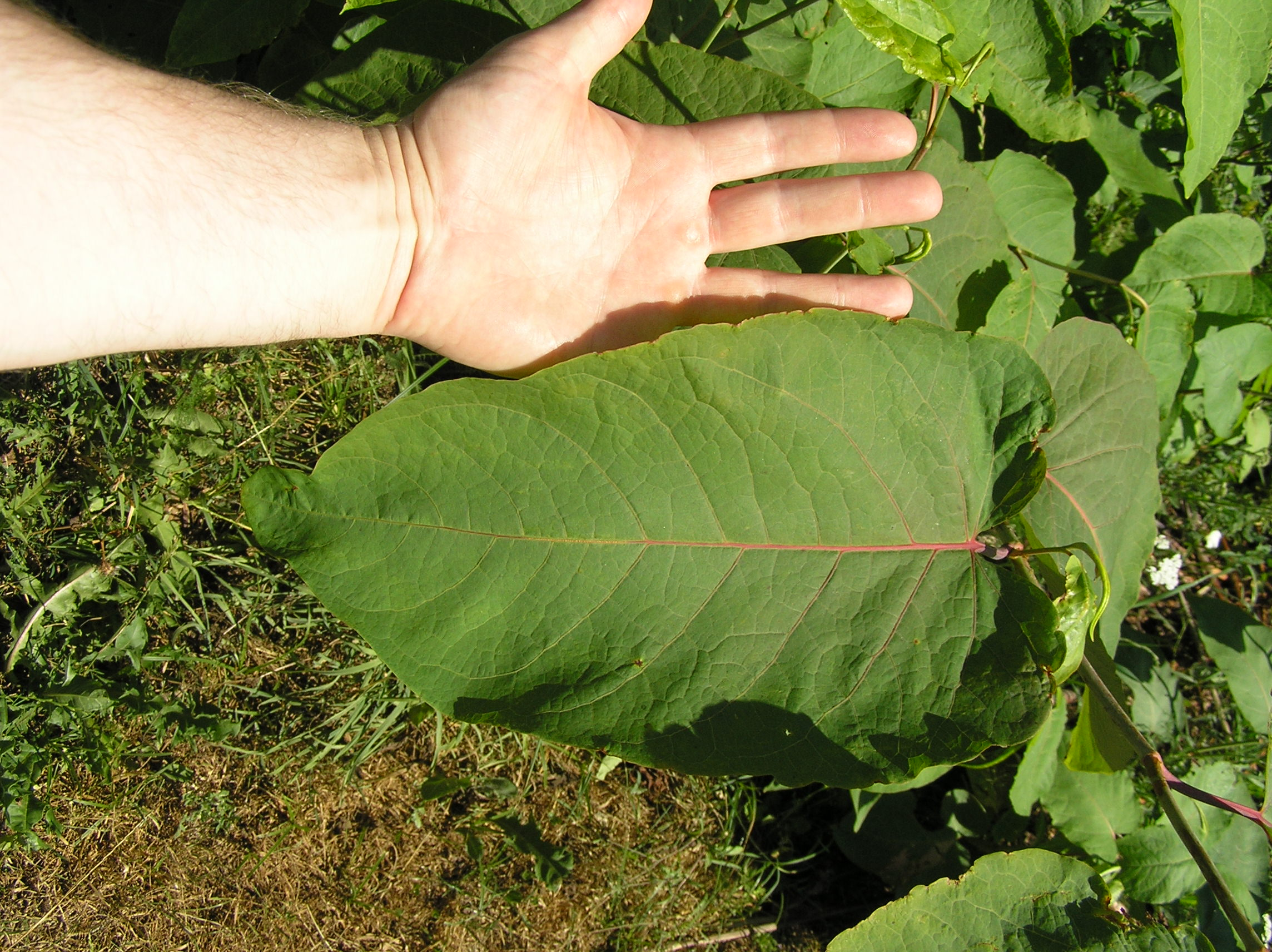
Листя

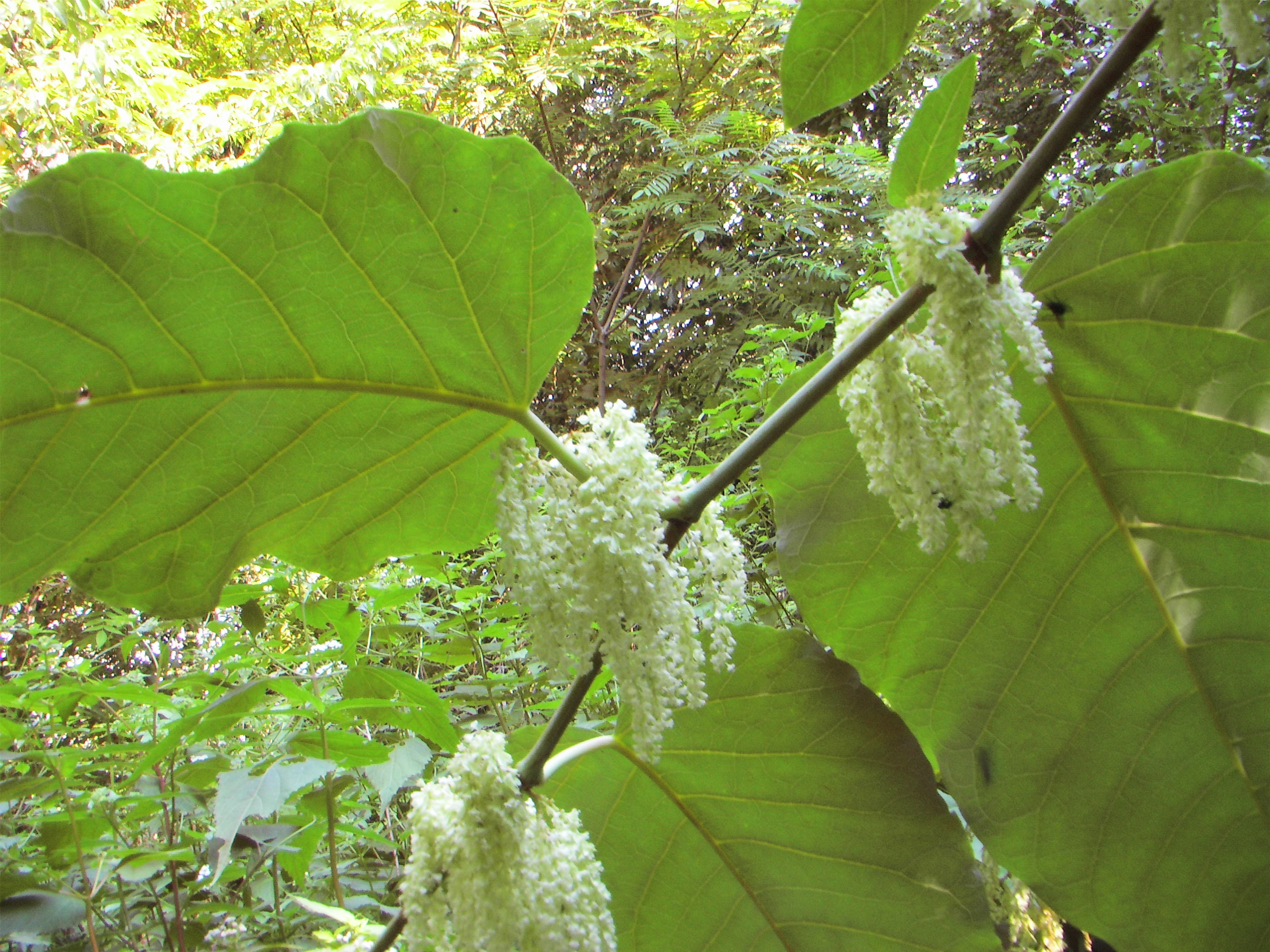
Квіти

Багаторічна рослина 2–3 м заввишки. Стебла прямостоячі, товсті, з повними міжвузлями, вгорі гіллясті, голі. Листя широкоовальні або подовжено-яйцеподібні, з серцеподібною округленою основою, короткочерешкові, голі; розтруби плівчасті. Квітки дрібні, білуваті; оцвітина лійкоподібна; внутрішні частини її з крилоподібними виростами, що розростаються, при плодах. Суцвіття — пазушні мітелки, зібрані в короткі пучки. Плід — тригранний горішок. Цвіте у серпні — вересні. Плоди дозрівають у вересні — жовтні.
R. sachalinensis виростає більшою ніж інший натуралізований вид роду, Reynoutria japonica. Листки R. sachalinensis більші, серцеподібніші та часто червоно-жильні.

## Розповсюдження

### Природний ареал
- Райони Азії з помірним кліматом:
  - Східна Азія: Японія — Хоккайдо, Хонсю
  - Далекий Схід Росії — Курили, Сахалін
- Північна Америка:
  - Східна Канада: Квебек, Нова Шотландія, Онтаріо, Острів Принца Едуарда, Нью-Брансвік, Ньюфаундленд
  - США — Іллінойс, Вісконсин, Коннектикут, Мен, Массачусетс, Мічиган, Нью-Джерсі, Нью-Йорк, Огайо, Пенсільванія, Род-Айленд, Західна Вірджинія, Айдахо, Монтана, Орегон, Вашингтон, Делавер, Кентуккі, Луїзіана, Меріленд, Північна Кароліна, Теннессі, Вірджинія, Каліфорнія
  - Західна Канада: Британська Колумбія

### Ареал натуралізації
- Африка
  - Південна Африка: Південно-Африканська Республіка — Квазулу-Наталь
- Австралазія
  - Австралія — Новий Південний Уельс
  - Нова Зеландія — Північний острів — Південний острів
- Європа
  - Східна Європа: Білорусь; Латвія; Литва; Україна
  - Середня Європа: Австрія; Бельгія; Чехія; Німеччина; Угорщина; Нідерланди; Польща; Словаччина
  - Північна Європа: Данія; Фінляндія; Ірландія; Швеція; Об'єднане Королівство
  - Південно-Східна Європа: Болгарія; Словенія
  - Південно-Західна Європа: Франція

В Україні зростає у квітниках, на городах — на всій території; декоративна, кормова.

### Ареал культивування
- Райони Азії з помірним кліматом:
  - Східна Азія: Японія
- Європа
  - Східна Європа: Росія — Брянська область

Далекосхідний вид. Культивують як декоративну рослину. Дичавіє. В Україні є небезпечним інвазивним видом. Із сільськогосподарських угідь поширився на суміжні лісові площі, природні луки, ставши їх складовою частиною. В нових умовах виявився дуже агресивними і почав витісняти з біоценозів корінні види.

## Хімічний склад
В надземній частині міститься 15,3—18,4 % протеїнів, 0,3—1,1 % рутина, 564,9—872,9 мг% аскорбінової кислоти, 26—28,8 % клітковини. Зміст дубильних речовин у листках не перевищує 10,5 % при доброякісності 20—40 %, в коренях до початку цвітіння вони досягають 28,2 %.

## Використання
Рослина має антибактеріальну активність. Екстракт з листя можна використовувати в чистому вигляді і в букеті з ялиновим екстрактом для дублення шкіри. Дає велику зелену масу, молоді пагони поїдаються коровами і кіньми. Населення Сахаліну вживає в їжу листя свіжим і вареним. Дослідження показали можливість використання силосованого гірчака сахалінського (у стадії пуп'янкування) як корму для сільськогосподарських тварин. Висаджують як декоративну рослину біля водоймищ, огорож, на газонах. Медонос.